# Arnold van den Bergh (ondernemer)
Arnold van den Bergh (1857-1932) was de vierde zoon van Simon van den Bergh en Elisabeth van der Wielen. Hij was een van de gebroeders Van den Bergh die betrokken waren bij de margarinefabricage.
In 1888 liet hij in zijn woonplaats Oss de Villa Constance bouwen, die vernoemd was naar zijn dochter.
Aangezien de concurrerende katholieke familie Jurgens een betere toegang had tot de gemeentepolitiek dan de joodse familie Van den Bergh, vertrok de fabriek van Van den Bergh in 1891 naar Rotterdam. Arnolds huis werd verkocht aan zijn concurrent Arnoldus Jurgens, waarna dit werd omgedoopt in Villa Johanna, naar zijn vrouw.